# Kleinkrausmühle
Kleinkrausmühle ist ein Gemeindeteil der Stadt Pegnitz im Landkreis Bayreuth (Oberfranken, Bayern). Kleinkrausmühle liegt in der Gemarkung Troschenreuth.

## Geografie
Die Einöde liegt am Goldbrunnenbach (im Unterlauf Flembach genannt), einem linken Zufluss der Pegnitz. Eine Gemeindeverbindungsstraße führt nach Troschenreuth zur Kreisstraße BT 24 (1,1 km westlich) bzw. an der Großkrausmühle vorbei zur Kreisstraße NEW 44 bei Neuzirkendorf (2,7 km östlich). Ein Anliegerweg führt nach Birklmühle (0,4 km südwestlich).

## Geschichte
Mit dem Gemeindeedikt (frühes 19. Jahrhundert) wurde Kleinkrausmühle der Ruralgemeinde Troschenreuth zugewiesen. Im Rahmen der Gebietsreform in Bayern wurde Kleinkrausmühle am 1. Juli 1972 in die Stadt Pegnitz eingegliedert.